# بینیسسالم
بینیسسالم (به اسپانیایی: Binissalem) یک شهرستان در اسپانیا است که در Raiguer واقع شده‌است.

## خصوصیات
بینیسسالم ۲۹٫۷۷ کیلومترمربع مساحت و ۷٬۲۵۱ نفر جمعیت دارد و ۱۳۹ متر بالاتر از سطح دریا واقع شده‌است.